# Bentinckswelle
Bentinckswelle is een uiterwaard van de IJssel ten zuidoosten van het dorp Zalk in de provincie Overijssel. Het extensief gebruikte agrarisch gebied is een natuurbeschermingsgebied met veel water. Staatsbosbeheer is de beheerder.
Aan de andere zijde van de rivier ligt het natuurreservaat Vreugderijkerwaard. Bentinckswelle wordt aan de zuidoostkant begrensd door de provinciegrens. Aan de Gelderse zijde sluit het aan op de in de gemeente Hattem gelegen Aersoltweerde. Noordelijk gaat het gebied over in de Zalkerwaard. Samen vormen ze een aaneengesloten buitendijks gebied dat deel uit maakt van het Natura 2000-gebied Uiterwaarden van de IJssel.
Het grazige gebied bevat naast wilgenopslag verschillende plassen, een kolk en een nevengeul.  

## Afbeeldingen

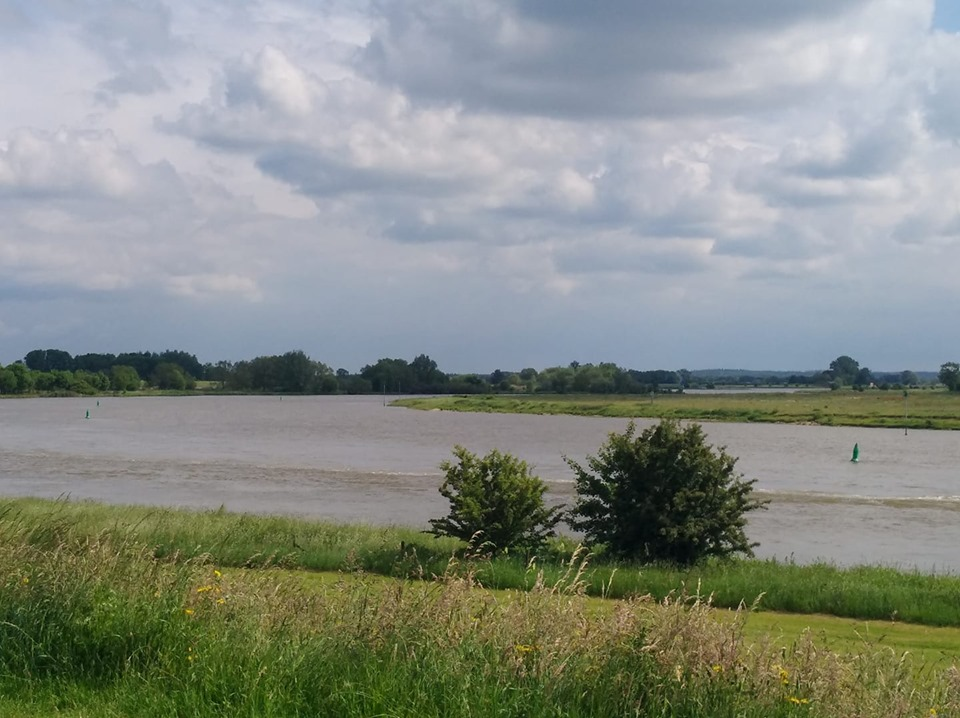
Doorkijk ter hoogte van Zalkerveer via de IJssel naar de Zalkerwaard, Bentinckswelle, Vreugderijkerwaard en de stuwwal van de Veluwe
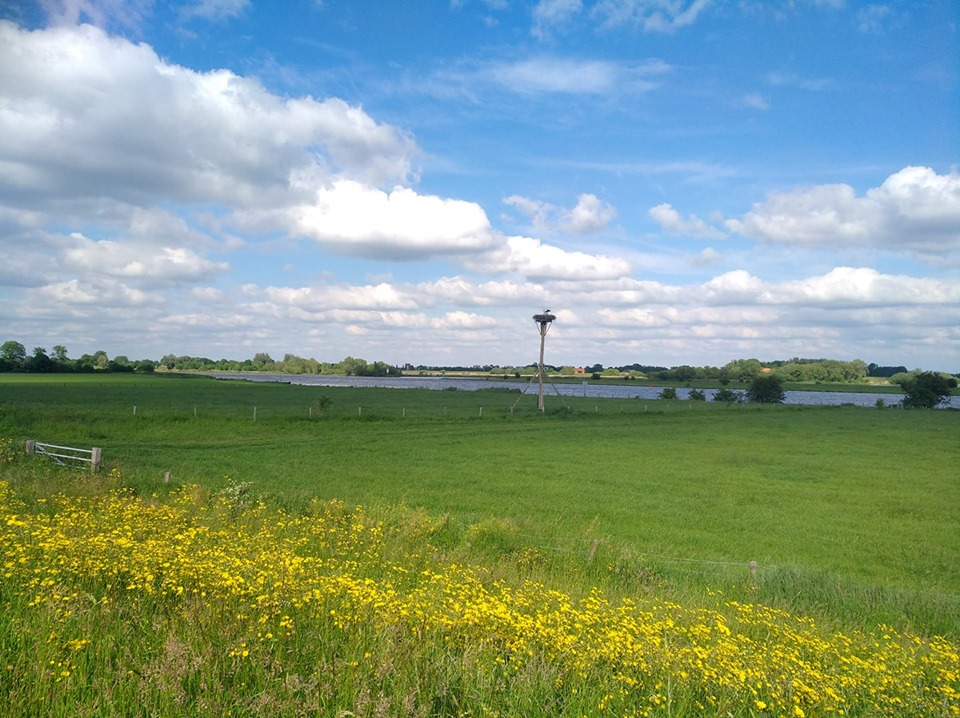
Ooievaarsnest bij de IJssel in de Zalkerwaard, tussen Zalkerbos (links) en Bentinckswelle (rechts)
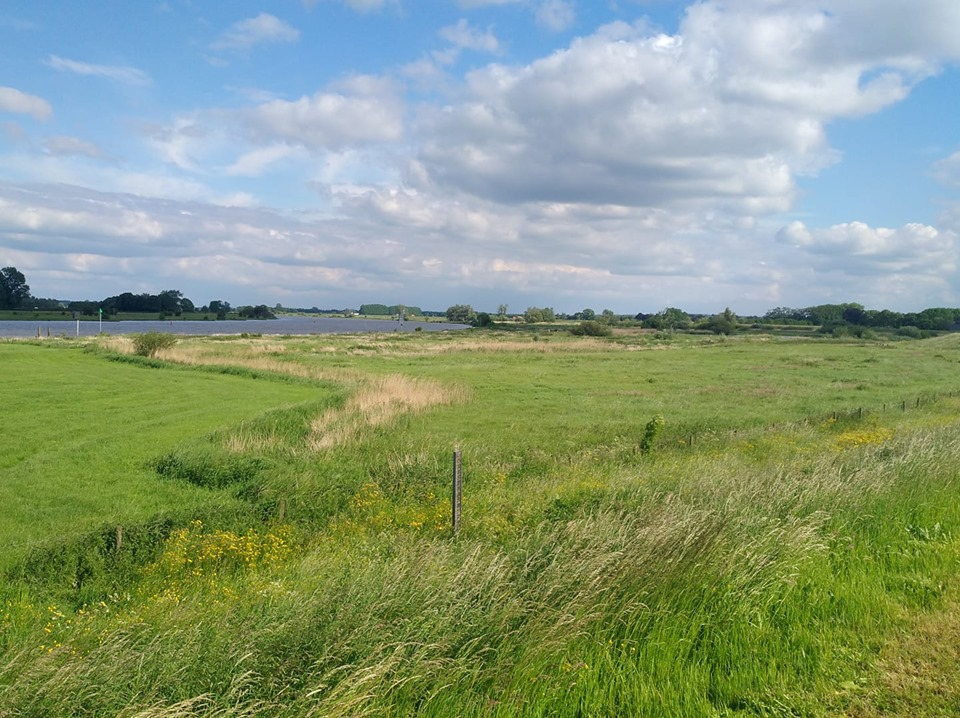
Natuurgebied Bentinckswelle bij de IJssel vanaf het noorden bekeken.
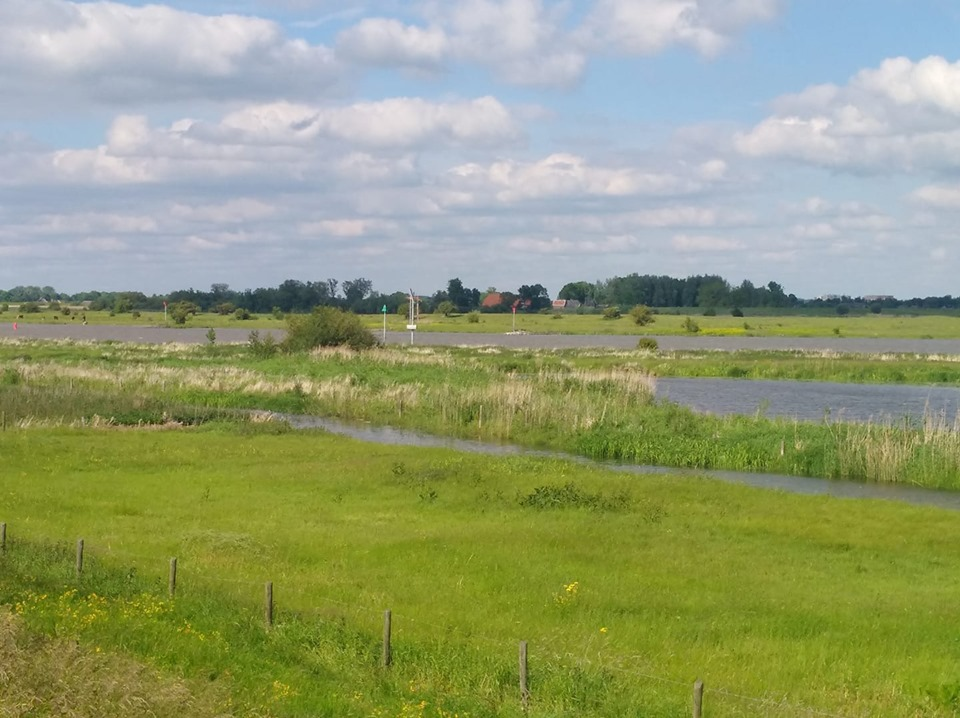
Doorkijk via de nevengeul, de kolk in Bentinckswelle en de IJssel naar de Vreugderijkerwaard bij Spoolde